# Fisiognómica (Aristóteles)

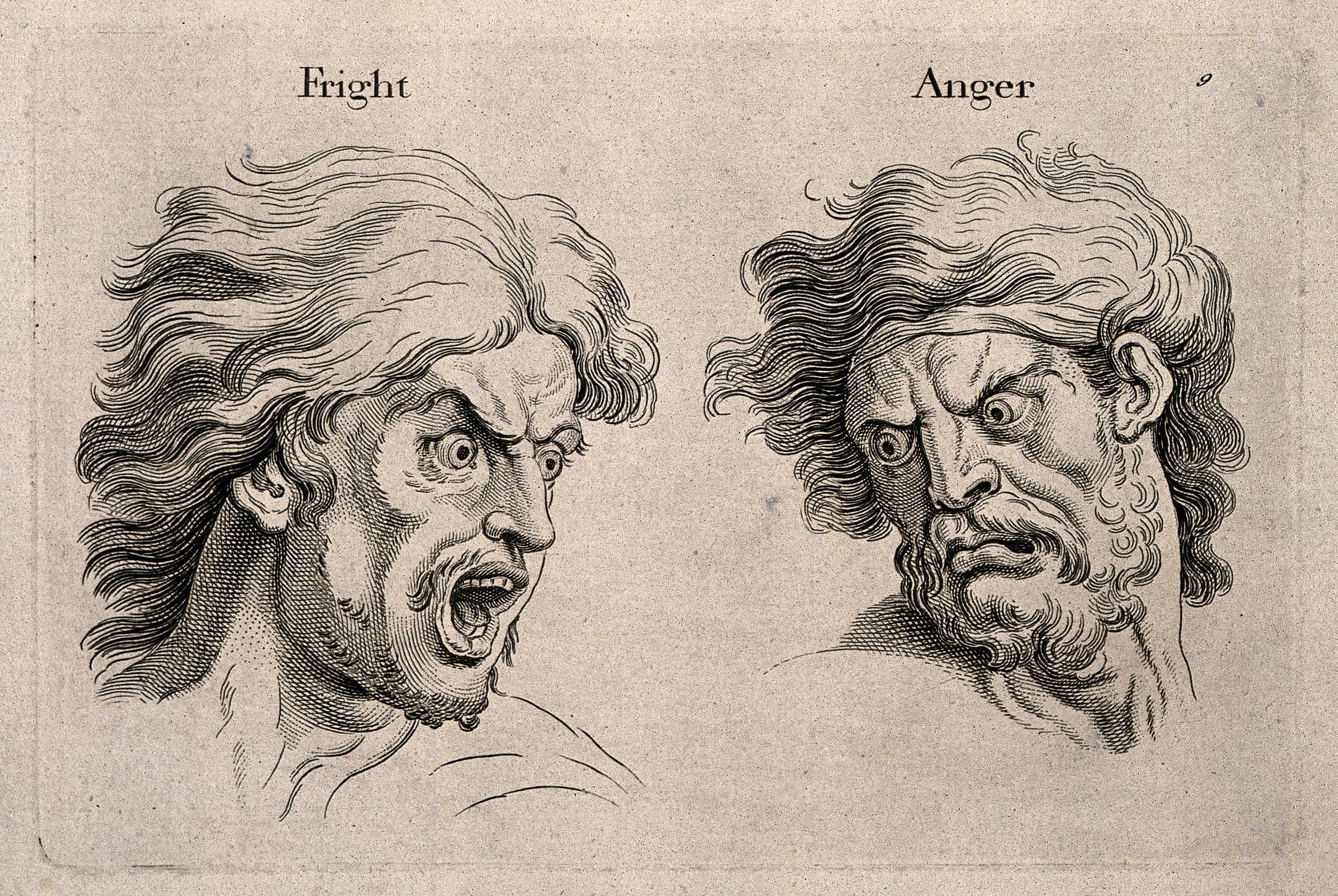
Grabado de 1760 que muestra dos emociones por medio de la expresión facial

Fisiognómica (en griego: Φυσιογνωμονικά; en latín: Physiognomonica) es un antiguo tratado griego sobre fisionogmía, que se le atribuye a Aristóteles (y forma parte del Corpus Aristotelicum), pero ahora se cree que fue escrito por un autor aproximadamente del 300 a. C.

## Fisiognomía antigua antes de laFisiognómica
Aunque Fisiognómica es el trabajo más antiguo que sobrevive en griego dedicado sobre el tema, los textos conservados en tablillas de arcilla proporcionan evidencia de manuales de fisonomía de la Primera Dinastía Babilónica, que contienen estudios de casos adivinatorios del siniestro significado de varias disposiciones corporales. En este punto, la fisonomía es "una rama del conocimiento específica ya teorizada" y heredera de una tradición técnica desarrollada desde hace mucho tiempo.
Si bien en la literatura griega las ideas fisionógmicas están presentes tan pronto como en Homero, la fisionogmía propiamente dicha no se conoce antes del período clásico. El término fisiognomía aparece por primera vez en el tratado hipocrático Epidemias del siglo V a. C. (II.5.1). La fisiognomía fue mencionada en un trabajo de Antístenes sobre los sofistas, que proporciona evidencia de su reconocimiento como un arte (techne).
 

En la época de Aristóteles, la fisiognomía fue reconocida como un arte (techne) con sus propios profesionales expertos (technitai), como vemos en una referencia en Generación de los animales (IV.3): 
 «Luego la gente dice que el niño tiene la cabeza de un carnero o un toro, y así sucesivamente con otros animales, ya que un becerro tiene la cabeza de un niño o una oveja que un buey. Todos estos monstruos resultan de las causas mencionadas anteriormente, pero no son ninguna de las cosas que se dice que son; solo hay una cierta similitud, tal como puede surgir incluso cuando no hay un defecto de crecimiento. Por lo tanto, a menudo los bufones comparan a alguien que no es bello con un fuego de cabra o, de nuevo, con un carnero, y un cierto fisonomista reduce todas las caras a las de dos o tres animales, y sus argumentos a menudo prevalecen sobre las personas.» (trad. Barnes) 
 Ya en la antigüedad, las pretensiones de la fisiognomía a una fundación "científica" fueron cuestionadas y debatidas. Tenía conexiones con la medicina, pero también con la magia y la adivinación .

## El tratado

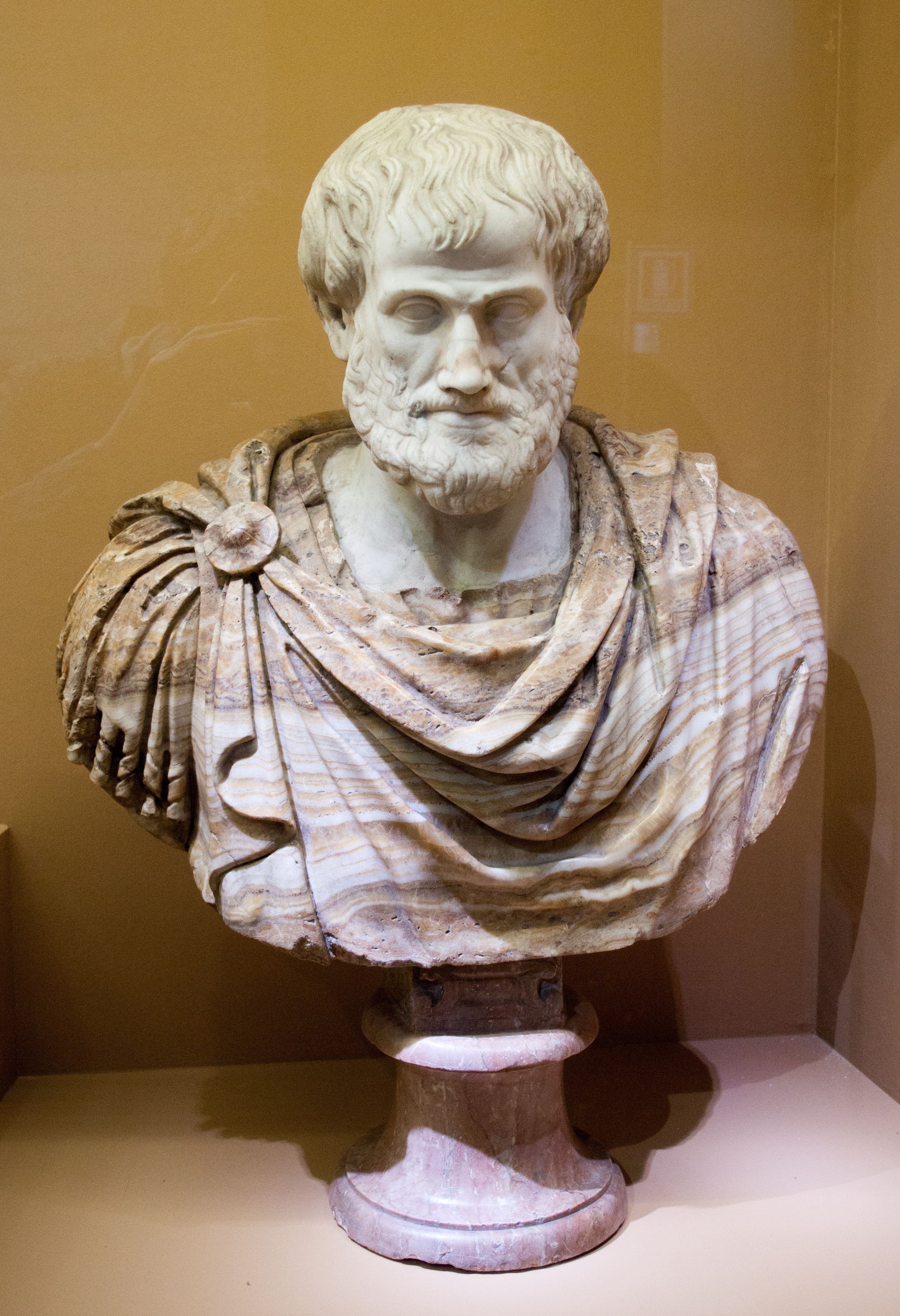
Busto de Aristóteles

### Estructura y contenido
El tratado se divide en secciones sobre teoría (805a1-808b10) y método (808b11-814b9). Las conexiones entre las características corporales y el carácter se tratan en detalle, catalogando, por ejemplo, doce tipos de nariz y las características distintivas de los cinaedus (homosexuales).
El primer capítulo expone distintos métodos que ha tenido esta pseudociencia en concreto (el zoológico, el etnológico y el etológico) para luego intervenir críticamente en ellos y desarrollar las posturas propias:

"Unos practican la fisiognomía partiendo de la especie de los animales y otorgando a cada una de las especies un aspecto y un temperamento. De esta forma consideraban el cuerpo de un animal y deducían que aquel hombre que estuviera provisto de un cuerpo semejante a éste tendría igualmente un ánimo parecido. Algunos otros hicieron esto mismo, pero no realizaron su examen tomando como punto de partida al conjunto de los animales, sino a la especie humana, distinguiendo cuantas razas presentan divergencias en lo que a su aspecto exterior y sus características se refiere, como los egipcios, los tracios y los escitas, y de forma similar seleccionaban sus signos de identidad. Y los otros lo hicieron de acuerdo con las características exteriores y la inclinación a la que corresponde cada característica."
Fisiognomía, 805a27-805b, Madrid, Gredos, 1999, pp 41-42

Pseudo Aristóteles emplea el estudio comparativo de las características animales y humanas. Esto sienta las bases de un proceder que será corriente en todos los tratados de fisiognomía posteriores. Dos divisiones fundamentales vertebran el método deductivo-zoológico que se presenta en esta segunda parte del tratado: una tipificación moral de la naturaleza animal, según su valentía, cobardía, benevolencia o malevolencia y la diferencia entre el sexo masculino y el sexo femenino.

### Conexiones con Aristóteles
El tratado pseudo-aristotélico comienza con una alusión a los Primeros analíticos de Aristóteles (II.27, en la correlación cuerpo-alma), y muchas de las conexiones fisionógmicas discutidas se mencionan específicamente en la Historia de los animales.

## Influencia
La obra del Pseudo Aristóteles ha servido para subrayar dos ideas fundamentales que vertebrarán el desarrollo de toda la fisiognómica posterior: el empleo del método zoológico (ya con unas implicaciones morales) y la necesidad de postular una cierta unión de alma y cuerpo para la elaboración de una analítica de las pasiones.
El esquema sistemático de relaciones fisionógmicas del autor no fue adoptado por escritores posteriores sobre el tema; la proliferación de enseñanzas incompatibles tuvo "el efecto acumulativo de socavar la autoridad de la profesión en su conjunto".